# Gare de Sviatohirsk
La gare de Sviatohirsk (ukrainien : Святогірськ) est une gare ferroviaire située dans la ville de Sviatohirsk en Ukraine.

## Histoire
L'actuel bâtiment a été construit en 1911 il se trouve à 5km de la ville.

### Intermodalité
Elle est à 390 de Donestk.